# Sclerotiaria
Sclerotiaria là chi thực vật có hoa trong họ Apiaceae.